# 間奏曲 (映画)
間奏曲（かんそうきょく、Interlude）は、1957年に公開されたアメリカ合衆国のシネマスコープのロマンスドラマ映画。監督ダグラス・サーク。出演ジューン・アリソン、ロッサノ・ブラッツィ
 。

## あらすじ
ミュンヘンにあるアメリカ情報局文化部のスタッフ・ヘレンは指揮者のトニオ・フィッシャーと親しくなる。
その後、彼女はトニオの家で、彼の妻レニーと出会う。レニーは4年にわたり精神を患っており、ヘレンはトニオと別れるべきだと心に決める。
だが、彼女はトニオとの愛情との間に板挟みとなり、ついに彼の演奏会に来てしまう。そこへレニーが現れ、ヘレンにつかまったまま倒れてしまう。ヘレンがトニオの家に電話をしている間、レニーは自殺を図り、ヘレンに助けられる。
そして、ヘレンはレニーを助けられるのはトニオだけだと感じ、改めて身を引いた。

## キャスト
| 役名                 | 俳優                   | 日本語吹替                                               |
| 役名                 | 俳優                   | TBS版                                                    |
| -------------------- | ---------------------- | -------------------------------------------------------- |
| ヘレン・バニング     | ジューン・アリソン     | 今井和子                                                 |
| トニオ・フィッシャー | ロッサノ・ブラッツィ   | 山内雅人                                                 |
| レニ・フィッシャー   | マリアンネ・コッホ     | 佐原妙子                                                 |
| ラインハルト伯爵夫人 | フランソワーズ・ロゼー | 稲葉まつ子                                               |
| モーリー・ドワイヤー | キース・アンデス       | 仲村秀生                                                 |
| ガートルード         | フランシス・バーゲン   | 野沢雅子                                                 |
| ヴォルフガング       | ハーマン・シュヴェート | 徳丸完                                                   |
| ホフミラー博士       | アンソニー・トリポリ   | 嶋俊介                                                   |
| スターン博士         | ジョン・スタイン       | 徳丸完                                                   |
| プル―・スタビンス    | ジェーン・ワイアット   | 坪井章子                                                 |
| 以下はノンクレジット |                        |                                                          |
| アシュレイ博士       | ポール・カヴァノー     | 石井敏郎                                                 |
| 日本語版スタッフ     |                        |                                                          |
| 演出                 | 演出                   | 福永莞爾                                                 |
| 翻訳                 | 翻訳                   | 磯村愛子                                                 |
| 効果                 | 効果                   | スリー・サウンド                                         |
| 制作                 | 制作                   | グロービジョン                                           |
| 初回放送             | 初回放送               | 1972年11月12日 『三時の指定席』 15:00-16:30 正味78分29秒 |